# Mi đốm
Mi đốm (danh pháp khoa học: Laniellus albonotatus) là một loài chim trong họ Leiothrichidae.
Loài nàylà đặc hữu Java.